# Светоглас
Светоглас е първата българска мъжка вокална формация за старинна полифонична музика.

## Биография
Основана е през 2009 година по идея на Даниел Спасов и Милен Иванов – солисти на Мистерията на българските гласове (Le Mystère des Voix Bulgares) с цел многогласно пресъздаване на българската фолклорна и църковна музика.
Към формацията се присъединяват младите фолклорни изпълнители Станимир Иванов и Николай Боянов. През годините в "Светоглас" са работили певците Янко Янков, Павел Маджаров, Тихомир Иванов, Ивайло Маджаров и Виктор Томанов. През 2012 година формация "Светоглас" реализира първия си музикален проект „Колелото на живота“. В хронологичен вид са представени традиционни народни песни и църковни песнопения за раждането, живота, смъртта и отвъдното. Проектът се реализира с подкрепата на Столична община. През 2014 година "Светоглас" осъществяват записи на старинни църковни песнопения за втория си самостоятелен проект „Древни химни на православието“. През 2019 година излиза третият самостоятелен албум на квартета „Песента на славея“, който включва предимно концерти записи.

## Концертна дейност
Формацията има поредица успешни турнета в Русия, Англия, Норвегия, Белгия, Испания, Колумбия, Италия, Австрия, Унгария, Турция, Швеция. Участва в Международните фестивали „Музика на вярата“ в Казан – Русия, Фестивала за духовна музика в Драмен – Норвегия, Фестивала за църковна музика „Maestro de la Roza“ в Овиедо Испания, Международния музикален фестивал в Картахена (Колумбия), фестивала „Три Култури“ в Мурсия, Испания, Международния фестивал за църковна музика „Fausto Flamini“ в Рим, Фестивала „Музика на земята“ в Чериана Италия и концерт в престижната зала на Фондация „Juan March“ Мадрид Испания. "Тайнството на българската полифония" е запазена марка за концертите на Светоглас в България и по света.
Формацията участва и в много концерти в България по повод официални празници, годишнини, изложби, празници на градове, фолклорни фестивали. "Тайнството на българската полифония" е запазена марка за концертите на Светоглас в България и по света.

## Дискография

### Компактдискове
- 2012 – „Колелото на живота“
- 2016 – „Моление Господне“
- 2019 – „Песента на славея“